# Eddie Giacomin
Edward „Eddie“ Giacomin (* 6. Juni 1939 in Sudbury, Ontario) ist ein ehemaliger kanadischer Eishockeytorwart italienischer Abstammung, der von 1965 bis 1978 für die New York Rangers und Detroit Red Wings in der National Hockey League spielte.

## Karriere
Giacomin wuchs in der Nähe von Sudbury auf und spielte schon in seiner Jugend leidenschaftlich Eishockey. Es gelang ihm jedoch nicht die Aufmerksamkeit der großen Teams zu erwecken. Als Jugendlicher bereitete ihm ein Haushaltsunfall große Probleme. Er zog sich an einem Herd Verbrennungen zweiten und dritten Grades zu und an Armen und Beinen musste er sich einer Hauttransplantation unterziehen. Ein Jahr lang war er ständig bandagiert und die Ärzte rieten ihm ab, jemals wieder Eishockey zu spielen. Doch er war fest entschlossen weiterzuspielen. Er fand einen Job und spielte in einer Liga, die ihre Spiele um Mitternacht austrug. Er musste bezahlen um spielen zu können, war aber froh überhaupt wieder spielen zu können.
1958 wurde er von den Detroit Red Wings ins Trainingslager eingeladen, folgte aber dem Ruf eines Teams aus Washington um seinen verletzten Bruder zu ersetzen. Mit guten Leistungen machte er in der Eastern Hockey League auf sich aufmerksam und so holten ihn die Providence Reds 1960 in die American Hockey League.
Seinen nächsten Karriereschritt machte er, als die Reds von den New York Rangers gekauft wurden. Bei seinem NHL-Debüt in der Saison 1965/66 konnte er nicht überzeugen und wurde nach einigen Spielen zu den Baltimore Clippers zurück in die AHL geschickt. Dort durfte er mit NHL-Legende Doug Harvey zusammenspielen. Nach seiner Rückkehr zu den Rangers wurde er eingewechselt, als sich Cesare Maniago verletzte. Der war über seine Auswechslung so verärgert, dass er sich mit dem Trainer Emile Francis überwarf. Diesmal konnte Giacomin überzeugen und festigte seinen Platz in der NHL. In diesem Jahr verpassten die Rangers die Playoffs, doch nach fünf Jahren führte Giacomin die Rangers in der Saison 1967/68 mit neun Shutouts in die Playoffs. Auch in den kommenden sieben Jahren erreichte er mit den Rangers die Endrunde. Sein Stil sich auch aus dem Tor zu bewegen und mit offensiven Pässen Angriffe einzuleiten, erinnerte an Jacques Plante.
Zusammen mit Gilles Villemure stellten sie eines der besten Torwartduos der NHL dar und gewannen 1971 gemeinsam die Vezina Trophy. In der Saison 1971/72 erreichte er mit den Rangers die Finalserie um den Stanley Cup, doch die Boston Bruins mit Bobby Orr und Phil Esposito waren dort ein zu starker Gegner. In den kommenden beiden Jahren erreichte er mit den Rangers das Halbfinale, aber ein Titel blieb ihm verwehrt.
Nach vier Spielen in der Saison 1975/76 setzten ihn die Rangers auf die Liste für den Waiver Draft und die Detroit Red Wings ließen die Chance ihn zu verpflichten nicht verstreichen. Giacomin war sehr enttäuscht, dass man ihn so einfach ziehen ließ, und sich niemand bemüht hatte, ihn zu halten. Sein erstes Spiel im Trikot der Red Wings fand ausgerechnet im Madison Square Garden statt. Das Spiel wurde zu einem der ganz besonderen in der NHL-Geschichte. Schon während der Nationalhymne riefen die Rangers-Fans fortwährend „Eddie! Eddie!“. Detroit gewann das Spiel mit 6:4 und seine ehemaligen Mannschaftskameraden entschuldigten sich für jedes Gegentor.
Nach eineinhalb Spielzeiten mit den Wings startete er noch in die Saison 1977/78, doch das Team setzte nicht mehr auf ihn und so beendete er seine aktive Karriere.
Er eröffnete eine Sports Bar in Detroit. 1978 hoffte er den Trainerjob bei den Rangers zu bekommen, doch man bevorzugte zu seiner Enttäuschung Fred Shero. Er arbeitete als Assistenz- und Torwarttrainer für die New York Islanders und die Red Wings, bevor er 1985 zu den Rangers in den Trainerstab zurückkehrte. Sein Trikot mit der Nummer 1 wird zu seinen Ehren bei den Rangers nicht mehr vergeben.
1987 wurde er mit der Aufnahme in die Hockey Hall of Fame geehrt.

## Sportliche Erfolge

### Persönliche Auszeichnungen
- NHL First All-Star Team: 1967 und 1971
- NHL Second All-Star Team: 1968, 1969 und 1970
- Vezina Trophy: 1971
- Teilnahme am NHL All-Star Game: 1967, 1968, 1969, 1970, 1971 und 1973